# Natan Zarhi
Natan Abramovici Zarhi (în rusă Натан АбрамовичЗархи, nume original Isaac Abramovici Gurevici; n. 1900, Orša, Imperiul Rus – d. 18 iulie 1935, Mîtișci, RSFS Rusă, URSS) a fost un dramaturg, scenarist de film și teoretician cinematografic sovietic.
S-a născut în orașul Orșa, aflat astăzi în Belarus. A absolvit Facultatea de Filologie-Istorie din cadrul Universității de Stat din Moscova, după care a început să lucreze în domeniul cinematografiei în 1923, devenind unul dintre primii scenariști profesioniști din Uniunea Sovietică. Este autor a cincisprezece scenarii și a trei piese de teatru. A desfășurat activitate didactică în cadrul Institutului de Cinematografie din Moscova (VGIK) și a fost distins cu titlul de Artist emerit al RSFSR (1935). A murit într-un accident de mașină.
Natan Zarhi a fost căsătorit cu Evghenia Iakovlevna Zarhi (Gurevici, 1900-1969).

## Scenarii de film
- 1924 Особняк Голубиных
- 1926 Мать
- 1928 Булат-Батыр (împreună cu Iu. V. Tarici)
- 1927 Конец Санкт-Петербурга
- 1927 Победа женщины
- 1930 Города и годы (împreună cu E.V. Cerviakov)
- 1932 Бомбист
- 1938 Победа (terminat de V. Vișnevski)